# Societat neerlandesa per a la integració de l'homosexualitat
La Nederlandse Vereniging tot Integratie van Homoseksualiteit COC o en català Societat neerlandesa per a la integració de l'homosexualitat - COC més coneguda amb l'acròstic COC és una organització LGBT neerlandesa, de la qual la seu es troba a Amsterdam. Fundada el 1946, és l'organització d'emancipació gai més antiga encara en funcionament al nivell mundial.

## Història

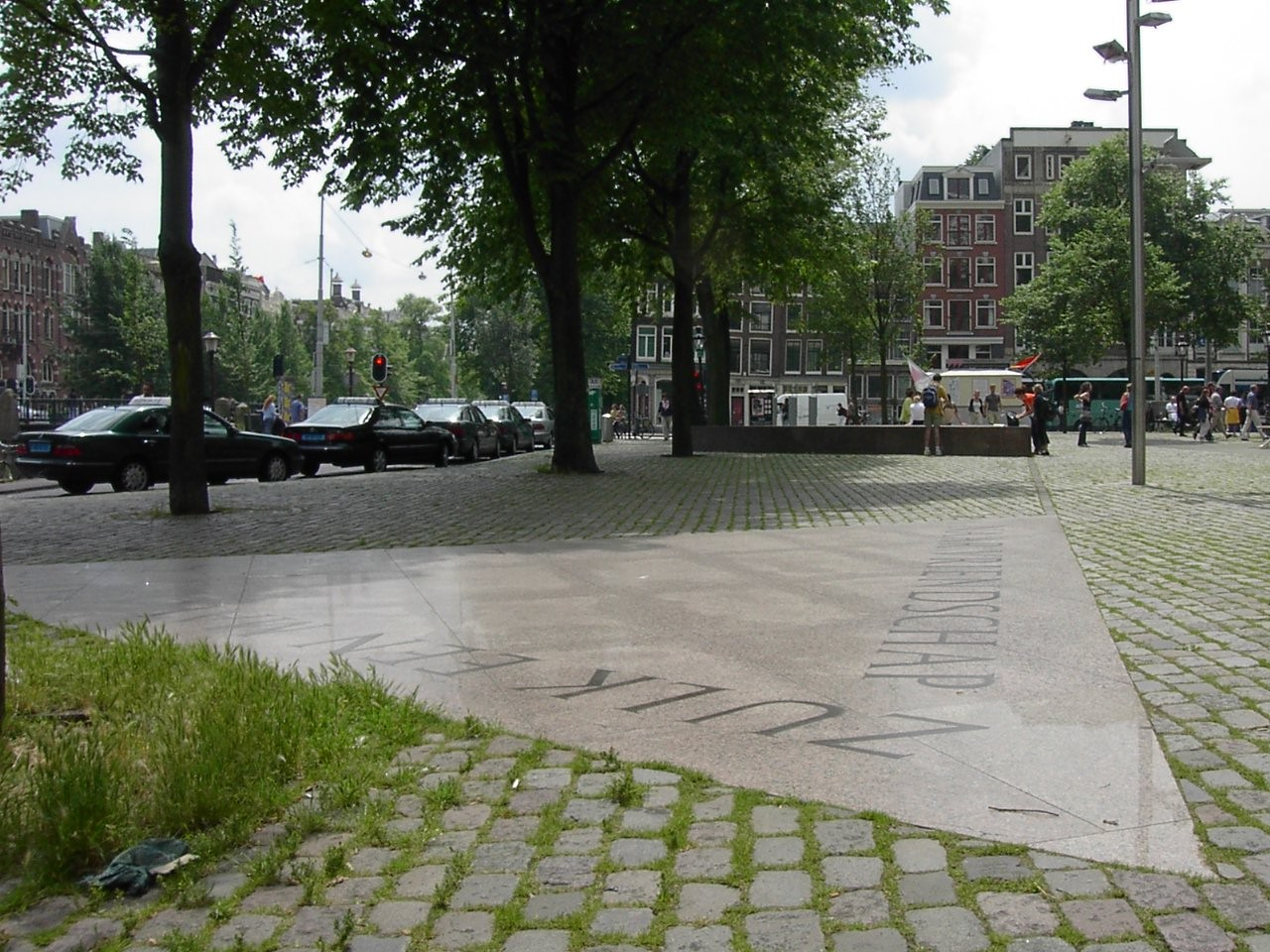
L'Homomonument a Amsterdam inaugurat el 1987 gràcies a l'acció comuna del COC, de les autoritats públiques i de la societat civil neerlandesa

L'organització va crear-se el 1946 amb el nom Shakespeare Club i el 1949 va canviar el nom en Cultuur- en Ontspannings Centrum (C.O.C.) (Centre de Cultura i de Recreació). Aleshores tenia més de 1000 membres, el que era el nombre superior de totes les organitzacions d'emancipació homosexual del moment en una època quan als Països Baixos, com gairebé arreu al món l'homosexualitat encara era considerada com un acte criminal i que l'única manera de sobreviure era d'actuar sobre un nom discret. Va durar fins al 1971, quan l'article 248-bis del codi penal que sancionava els actes homosexuals va ser abolit, en gran part per l'acció constant de la mateixa organització que la societat civil neerlandesa va evolucionar i el COC va poder canviar el seu nom en Nederlandse Vereniging tot Integratie van Homoseksualiteit COC (Societat neerlandesa per a la integració de l'homosexualitat - COC) i continuar a militar per a defendre els interessos dels gais, lesbianes i bisexuals. Tret de les seves activitats a Amsterdam, organitza campanyes d'informació tot arreu al país i suporta associacions locals al país i al món.

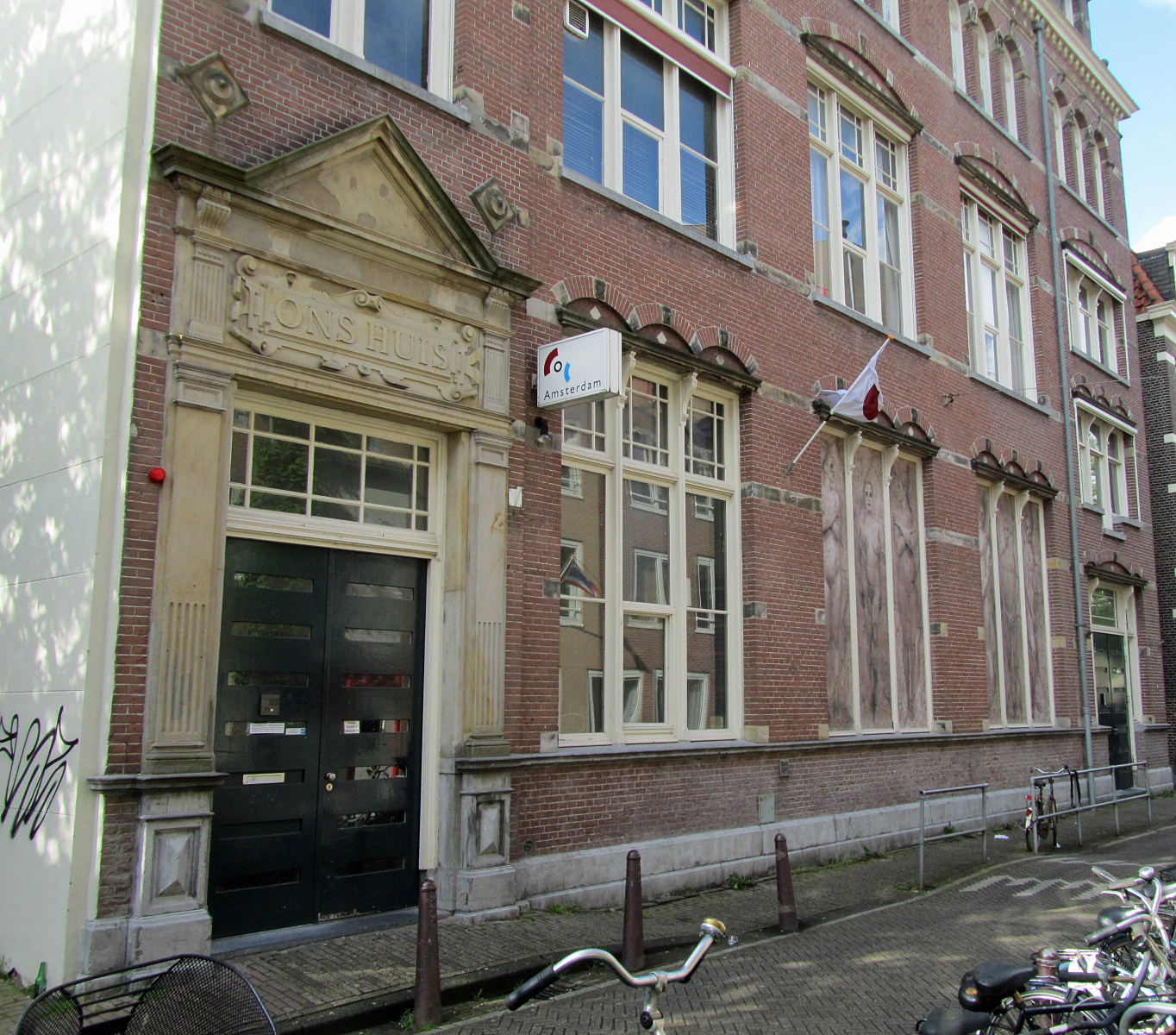
Seu administrativa del COC fins al 2011

Des de l'any 2000 és una federació de 24 associacions locals, unides a escala nacional en la Federatie van Nederlandse Verenigingen tot Integratie van Homoseksualiteit COC Nederland [Federació d'Associacions Neerlandeses per a la Integració de l'Homosexualitat COC Països Baixos], o en la seva forma curta de COC Nederland.
El 2008 va rebre, com a primera organització de defensa dels drets dels gais i de les lesbianes l'estatus consultatiu a les Nacions Unides. En aquesta funció va tenir un paper important en l'aprovació, el 2011 de la primera resolució sobre l'orientació sexual i la identitat de gènere, proposada per Sud-àfrica i sostinguda per organitzacions com, entre d'altres, Amnistia Internacional i Human Rights Watch.
La política i les accions de l'organització, basades principalment al treball de voluntaris, evoluciona segons l'espèrit del temps i els interessos dels activistes. El 15 de maig de 2011 va rebre el Premi de l'Estat per a l'emancipació gai - Premi Jos Brink. Segons els jurats: «Des de la Segona Guerra Mundial els voluntaris del COC s'afanyen per a l'emancipació gai al nostre país. La seva feina col·lectiva va contribuir en màxima mesura i continua contribuint al millorament de l'acceptació social dels LGBT als Països Baixos». El 3 d'octubre 2011 va organitzar un dia nacional de la sortida de l'armari, suportat pel ministeri neerlandès del OCW a la qual van participar molts prominents neerlandesos, gais i heterosexuals, dels quals la més coneguda va ser la ministre de l'emancipació Marja van Bijsterveldt.
El 2012 va conduir una acció amb èxit per a motivar el govern nou a actuar contra els funcionaris de l'estat civil que per a raons religioses exigien el dret de poder refusar de conduir la cerimònia de matrimoni de persones del mateix sexe, tot i que està legalitzat als Països Baixos.